# حمزة الكرطاني
حمزة داوود سلمان الكرطاني (1963 -) هو سياسي عراقي، ونائب في البرلمان العراقي في انتخابات مجلس النواب والتي أجريت في 7 مارس 2010.

## مؤهلاته العلمية
خريج كلية الطب الجامعة المستنصرية لعام 1990

## نشاطه السياسي
رشح في البرلمان العراقي عن القائمة العراقية مع الدكتور صالح المطلك في انتخابات مجلس النواب العراقي والتي أجريت في 7 مارس 2010 وأصبح نائبا عن محافظة بغداد
يشغل حاليا منصب نائب رئيس لجنة الصحة والبيئة البرلمانية له مواقف وطنية للوقوف بوجه الفساد الإداري والمالي وجه العديد من الانتقادات للاداء الحكومي.
يقوم يوميا بالعديد من الزيارات الميدانية للمراكز الصحية الرئيسة والفرعية والمستشفيات ويشرف بنفسه على المستوى الصحي محاولا تحقيق فروقات نوعية في النظام الصحي في العراق.
قام بافتتاح العديد من المراكز الصحية وتحويل المراكز الفرعية إلى رئيسية
قام مؤخرا بزيارة لفلسطين غزة لمناصرة الشعب الفلسطيني.
القناة الرسمية على اليوتيوب